# Квалификације за Светско првенство у фудбалу 1994 — Океанија/ОФК
Од укупно 12 репрезентација из Океаније, чланова ОФК океанијске фудбалске конфедерације седам се пријавило да играју у квалификацијама. Биле подељене у две групе.
Репрезентација Западне Самое одустала је од такмичења. Победници група играју за победника квалификација, који мора у интерконтинентални плеј офу са другоплараним, екипама зона КОНМЕБОЛ и КОНКАКАФ изборити место које води на светско првенство.

## Група 1
|   | Држава            | Аустралија | Тахити | Соломонска Острва | Држава            | ИГ | П | Н | И | ГД | ГП | ГР  | Бод. |
| 1 | Аустралија        | 2–0        | 6–1    |                   | Аустралија        | 4  | 4 | 0 | 0 | 13 | 2  | +11 | 8    |
| 2 | Тахити            | 0–3        |        | 4–2               | Тахити            | 4  | 1 | 1 | 2 | 3  | 5  | -2  | 3    |
| 3 | Соломонова Острва | 2–2        | 2–0    |                   | Соломонова Острва | 4  | 0 | 1 | 3 | 5  | 13 | -8  | 1    |

*  Репрезентација Западне Самое одустала је од такмичења. 

## Група 2
|   | Држава      | Нови Зеланд | Фиџи | Вануату | Држава      | ИГ | П | Н | И | ГД | ГП | ГР  | Бод. |
| 1 | Нови Зеланд |             | 3–0  | 8–0     | Нови Зеланд | 4  | 3 | 1 | 0 | 15 | 1  | +14 | 7    |
| 2 | Фиџи        | 0–0         |      | 3–0     | Фиџи        | 4  | 2 | 1 | 1 | 6  | 3  | +3  | 5    |
| 3 | Вануату     | 1–4         | 0–3  |         | Вануату     | 4  | 0 | 0 | 4 | 1  | 18 | -17 | 0    |

## Финале
| Репрезентација | укупан рез. | Репрезентација | 1. утак. | 2. утак. |
| -------------- | ----------- | -------------- | -------- | -------- |
| Нови Зеланд    | 0 - 4       | Аустралија     | 0-1      | 0-3      |

Фудбалска репрезентација Аустралије се квалификова за Интерконтинентални плеј-оф.

## Интерконтинентални плеј оф
Репрезентација Аустралије и дригопласиране екипе из својих зона Аргентина и Канада играле су плеј оф за једно место које води на светско првенство. Прво су играли Канада и Аустралија. Победник тог сусрета играо је са Аргентином.
| Репрезентација | укупан рез.        | Репрезентација | 1. утак. | 2. утак. |
| -------------- | ------------------ | -------------- | -------- | -------- |
| Канада         | 3 - 3 (1:4) пенали | Аустралија     | 2-1      | 1-2      |
| Аустралија     | 1 - 2              | Аргентина      | 1-1      | 0-1      |

За Светско првенство у фудбалу 1994. из ОФК зоне није се квалификовала ниједна репрезентација.